# Индустријализација и деиндустријализација на простору СФРЈ
Индустријализација и деиндустријализација на простору СФРЈ је једно од битних економских питања коме пажњу посвећује све већи број економиста.

## Макроекономска слика СФРЈ
Након завршетка Другог свјетског рата југословенска економија била је заснована на принципима планске економије, по узору на привреду СССР. Производња у свим секторима привреде заснивала се на петогодишњим плановима, који су регулисали производњу, стратешке циљеве и цијене. Такође, спроведена је и национализација ( процес принудног преласка у државну својину крупних или свих привредних предузећа одређене привредне гране, која је до тада била у приватном власништву ), која се правдала ставом да је „имовина крађа“, те да се она одузима од ратних профитера. 
Кључни проблеми у СФРЈ били су неравномјеран и неправилан територијални размјештај производних снага. По завршетку рата Југославија је наслиједила значајне регионалне разлике у степену економске развијености и социјално – економској структури региона. Међу разлоге постојања таквих разлика наводе се: 
1. Закашњела индустријализација у јужној и источној Европи,
2. Чињеница да су се поједина подручја Југославије неколико вијекова налазила у саставу земаља које су биле на различитом нивоу економског развитка са крупним разликама у друштвеним односима[1].

У таквим условима требало је остварити такав привредни развој у коме би развијене републике ишле брже напријед, али у исто вријеме и којим не би дозволио даље заостајање неразвијених, стварајући услове и за њихову експанзију. Јак развој индустрије, енергетике и туризма, створио је у 70 –им годинама велике разлике на релацији сјевер –југ. Становништво је почело масовно да емигрира из најнеразвијенијих подручја ( СР Босна и Херцеговина, СР Македонија и САП Косово ) у развијене републике и покрајине ( СР Словенија, СР Хрватска и САП Војводина ), што је изазвало јаке нетрпељивости између домаћег и досељеног становништва.

## Економски параметри по републикама СФРЈ
Из приложене тебеле можемо извући више закључака и примјетити да су постојале разлике у развијености република које су чиниле бившу Југославију, али истовремено у одређеним параметрима су биле и сличне. Наиме, стопа запослености је била највећа у СР Словенији (42,7 %), а најмања у СР БиХ (19,1%), док је просјек за цијелу државу био 25,3%. СР Словенија такође предњачи и по проценту радне снаге у индустрији (19,0%, а просјек СФРЈ је 9,5%), док се ужа Србија истиче по највећем удјелу пољопривредног становништва (34,5%, а просјек СФРЈ је 29,3%). Закључак је, да је СФРЈ била претежно пољопривредна држава, јер удио становништва у пољопривреди превазилази удио  у индустрији (29,3% наспрам 9,5%). Друштвени производ СФРЈ износио је 17.000 Дин, док је просјечна плата износила 6.100 Дин. Примјећује се да је највећи друштвени производ имала СР Словенија, као и највећу просјечну плату од 7.400 Дин, док је најмањи друштвени производ имала СР Бих и СР Македонија у износу од 11.000 Дин, а најмања просјечна плата била је у СР Македонији (5.000 Дин).

## Спољнотрговински систем СФРЈ
Савремену свјетску привреду карактеришу динамични токови капитала и ширење ланаца међународне производње и трговине. Велике свјетске компаније у настојању да смање трошкове производње све више и више користе услуге јефтине радне снаге у неразвијеним земљама . Ово доводи до повећаног укључивања поменутих земаља у међународну трговину. Свака земља, у мањој или већој мјери, мора увозити да би развијала своју домаћу производњу, а да би могла да плати тај увоз, она мора извозити. Југословенски спољнотрговински систем се у периоду после Другог свјетског рата одвијао у 5 етапа. Прва етапа ( 1946. – 1951. ) обухватала је период монопола спољне трговине. Друга етапа ( 1952. – 1960. ) подразумјева прелаз на децентрализацију привредног система и покушаје отварања према иностранству. Трећа етапа ( 1961. – 1970. ) обиљежена је повезивањем домаћих цијена, курсева и продуктивности рада са свјетским стандардима, ради веће сарадње домаће привреде са остатком свијета и њеног наступа на свјетском тржишту. Четврта фаза ( 1971. – 1974. ) обухвата наставак либерализације економских односа са иностранством и доношење новог устава 1974. године, који је довео до  формирања нових институција на подручју економских односа са иностранством. Посљедњу етапу ( 1976. – 1990. ) карактерише политика динарског подстицања извоза, која подразумјева да се извозницима створе услови за пласман робе на иностраним тржиштима под приближно истим условима који важе и за друге извознике на одређена тржишта . 
У временском периоду од 1965. – 1990. године можемо запазити да је Југославија остварила највеће учешће свог извоза у друштвеном производу од 22,5%, 1988. године, док је 1970. године остварила највеће учешће увоза у друштвеном производу од 27,4%. Закључујемо да извоз није постао покретачка снага привредног раста и развоја. Он је растао једино у периодима када је требало осигурати већи девизни прилив ради отплате иностраног дуга. Највећи удио извоза у свјетском извозу остварен је у периоду од 1981. – 1983. и износио је 0,55%, док је највеће учешће увоза у свјетском увозу износило 0,88%, 1970. године .

## Велика предузећа у СФРЈ
Као критеријум за избор предузећа која ће се наћи на овој мапи узет је број запослених, због доступности тих података. Према врсти привредне гране којој припадају на мапи се налазе сљедећа предузећа (у загради је назив државе у којој се фирма налази и број запослених):
1. Аутомобилска индустрија: ТАМ (Словенија, 8.175); ТОМОС (Словенија, 3.000); ТАС (БиХ, 3.500); ФАМОС (БиХ, 9.000); ФАП (Србија, 6.000)
2. Војна и намјенска индустрија: Побједа Горажде (БиХ, -); Први партизан (Србија, 600); Застава оружје (Србија, 10.000)
3. Дрвна и керамичка индустрија: ДИЉ (Хрватска, 300); Симпо (Србија, 370 на почетку а данас 4.000); Тоза Марковић (Србија, 200); ШИК Јаворак (Црна Гора, 100)
4. Грађевинска индустрија: Енергоинвест (БиХ, 42.000 – 1987. године); ГД Гранит АД Скопје (Македонија, 2.000); Грађевинско предузеће Црна Гора (Црна Гора, -)
5. Електро – индустрија: РИЗ (Хрватска, 4.000); ЕИ Ниш (Србија, 28.000 – 1965. године);
6. Машинска индустрија: БИРА (БиХ, 200); ИСКРА (Словенија, 3.000); ИМТ (Србија, 9.800); Југопластика (Хрватска, 12.900); Кончар (Хрватска, 25.000); Металац (Србија, 2.000); Руди Чајавец (БиХ, 10.500); Томо Винковић (Хрватска, 1.109); УНИС (БиХ, 50.000); Металац Никшић (Црна Гора, -)
7. Нафтна индустрија: ИНА (Хрватска, 16.000); Југопетрол (Црна Гора, -); Модрича (БиХ, 400 – данас)
8. Прехрамбена и пољопривредна индустрија: Агрокомерц (БиХ, 13.000); Бамби (Србија, 230, а данас 1.500); Витаминка (Македонија, 600); Грозд (Македонија, -); Звечево (Хрватска, 1.350); Кандит (Хрватска, 500); Ледо (Хрватска, 1.100); Таково (Србија, 7.000); Подравка (Хрватска, 7.000); Сава (БиХ, -); Тутунски комбинат Прилеп (Македонија, 1.350); Пивара Требјеса Никшић (Црна Гора, 230 данас); Раденска (Словенија, 400)
9. Саобраћај: Адриа Авиопромет (Словенија, -); ЈАТ (Србија, 1.200); Зета транс (Црна Гора, -);
10. Текстилна и индустрија обуће: Мура (Словенија, 2.635); Памучни комбинат Македонка (Македонија, -); Тетекс (Македонија, -); Топер (Словенија, 6.500)
11. Рудници и жељезаре: Жељезара Смедерево (Србија, 14.000); Жељезара Зеница (БиХ, 22.000); Жељезара Никшић (Црна Гора, 7.300); Рудник Трепча (Србија, 23.000)
12. Фармацеутска индустрија: Алкалоид (Македонија, 1.250 данас); Босналијек (БиХ, 845 данас); Галеника (Србија, 850 данас); Крка (Словенија, 9.000 данас)
13. Хемијска индустрија: Тигар (Србија, 600 данас)[6].

Статистички гледано, највише инвестиција у производњу и прераду угља је отишло на САП Косово (7,34%). Што се тиче црне металургије највише инвестиција је отишло у БиХ (29,05%), док је за обојену металургију највише отишло у Црну Гору (67,98%). Највеће инвестиције у електроиндустрију (6,11%), хемијску индустрију (9,41%) и дрвну индустрију (10,35%) су извршене у Словенији. За индустрију грађевинског материјала највише новца је издвојено у Македонији (9,96%), а када је у питању прехрамбена индустрија највише се инвестирало у Хрватску (9,91%) и САП Војводину (21,48%) . 
Проблем развоја неразвијених република представљао је један од кључних циљева у привредном развоју Југославије. Посматрајући период од 1947. – 1972. године може се рећи да су поменуте републике поправиле своје макроекономске слике. БиХ је увећала свој друштвени производ за 4,3 пута, Црна Гора за 4,9 пута и Македонија за 5,4 пута .

## Занимљивости у вези са СФРЈ привредом
Веома је битно истаћи колики је ниво економске сарадње СФРЈ имала са остатком свијета и које је све производе производила за њих. Наиме, постоји више од 50 брендова које је Југославија израђивала за остатак свијета. Сарајевски „ТАС“ производио је годишње 40.000 Wolksvagena (Golf). „Југопластика“ из Сплита 40% своје производње извозила је на Европско тржиште, док је „ИМТ“ извезао 20.000 трактора у Египат. „ЕИ Ниш“ био је један од најбољих свјетских произвођача лампи за радио и ТВ пријемнике ( уграђивао их је и Philips), а производњу ТВ пријемника у боји је почео прије Sony-a. Занимљиво је да је „Заставин“ пиштољ користила америчка полиција, док је њихова ловачка пушка била најпродаванији модел пушке у САД.
Током 1987. године америчким купцима је испоручено 48.000 возила марке „ Yugo“, уз цијену од 3.990 долара, што га је учинило најјефтинијим аутомобилом на тржишту САД. Овај „посао стољећа“ је након 1992. године и увођења санкција Југославији пропао. Југославија је продала укупно 141.511 комада овог возила на америчком тлу, а славу популарног „Југе“ оживјело је појављивање у филмовима „Удри мушки 3“ и „Ко је убио Мону“.

## Распад СФРЈ и улазак у транзицију
Распад Југославије настао је као резултат низа политичких немира и сукоба током почетка деведесетих година XX вијека. Након политичких криза осамдесетих година, дошло је до појачавања сукоба око нерјешених питања, као и до буђења националне свијести код свих народа који су чинили ову заједничку државу, што је касније прерасло у међуетничке оружане сукобе од 1991. године који су довели до њеног распада 1992. године. Ратни сукоби су били мањи у Словенији средином 1991. године ( свега 10 дана ), а у БиХ и Хрватској (1991—1995) прерасли су у грађанске ратове са десетинама хиљада мртвих. Грађански рат на Косову (1998—1999) може се схватити као наставак грађанских ратова у Југославији. 
Ратни сукоби довели су до застоја економије на овим просторима, а многа постројења су оштећена или чак тотално уништена. Занимљиво је да је Југославија по завршетку Другог свјетског рата обновила своју привреду за мање од двије године. У 1947. БДП био је за 20% већи него 1939. што је уједно била најбржа обнова неке земље у свијету. Међутим ово није био случај и са земљама насталих њеним распадом. Словенија у којој је рат трајао 10 дана, достигла је 1998. ниво БДП-а по становнику из 1989. године. Хрватски БДП по глави становника био је на нивоу из 1989. тек 2005., десет година након завршетка рата. Македонија, која није искусила рат, достигла је ниво БДП-а из 1989. тек 2008. године. Остале 3 бивше југословенске републике до 2008. нису достигле ниво БДП-а из 1989. У 2008. БДП по становнику у БиХ, Црној Гори и Србији био је 84%, 90% и 72% нивоа из 1989. године . Уопштено посматрано, транзиција је донијела значајне промјене бившим комунистичким земљама. Ове промјене резултат су дејства сљедећа 3 фактора:
1. Оштри пад БДП-а по становнику на почетку транзиције
2. Промјеном у власничкој структури пошто су приватизација и појава нових фирми трансформисале привреде са доминантно државном својином над средствима за производњу у економије у којима је главну улогу преузео приватни сектор
3. Промјеном у економској структури са падом удјела прерађивачке индустрије и експанзијом сектора услуга[11] .

## Мјесто на свјетској љествици развијености
У 1947. години Југославија је имала БДП од 200 долара по глави становника, док је у 1965. години он достигао износ од 513 долара. Треба истаћи да се БДП од 500 долара по становнику сматрао границом између развијених и земаља у развоју, а такође важно је и то да је Југославија обрачунавала друштвени производ а не БДП. Разлика између ове 2 категорије је у томе што БДП укључује јавне услуге, које кад би се додале на њен друштвени производ и ако се изврше прилагођавања куповне моћи, према прорачунима појединих аутора, југословенски БДП пер цапита би износио 702 долара. Југославија је 1962. године била 25 најбогатија земља свијета. 
Данас, 29 година након распада СФРЈ, од новоформираних република највећи БДП по глави становника има Словенија (25.940.000$), а након ње слиједе: Хрватска (14.944.000$); Црна Гора (8.910.000$); Србија (7.411.000$); БиХ (6.108.000$) и Македонија са најнижим БДП пер цапита (6.022.000$) . На основу ових података закључујемо да су Словенија и Хрватска и даље најразвијеније републике, као што је то био случај у Југославији, док су БиХ и Македонија земље са најнижим БДП пер цапита. 
Различите свјетске институције на сличне начине рангирају републике нашег региона на свјетској љествици, тако да имамо сљедеће податке:
- Према ранг листи ММФ-а Словенија је на 31, Хрватска на 49, Србија на 73, Црна Гора 76, Македонија на 82, а БиХ на 93. мјесту од 181 земље по нивоу развијености.
- Према ранг листи Свјетске банке Словенија је на 27, Хрватска на 33, Црна Гора на 52, Србија на 60, Македонија на 69, а БиХ на 73 мјесту од 164 земље по нивоу развијености.
- Према ранг листи ЦИА-е Словенија је на 37, Хрватска на 54, Србија на 81, Црна Гора на 85, Македонија на 89, а БиХ на 106. мјесту  од 192 по нивоу развијености[13] .

Од наведених 6 република, Словенија је држава са највећом просјечном платом од 1.108€, а затим слиједе: Хрватска са 874€; Црна Гора са 512€; БиХ са 464€; Србија са 455€, док је земља са најнижом просјечном платом Македонија са 390€.

## Највеће компаније у региону
Регионална медијска и аналитичка кућа SeeNews, у једном свом истраживању за 2019. годину је направила списак највећих компанија у региону. За сваку државу наведено је по 10 највећих фирми на основу сљедећих критеријума: укупан приход и остварени нето профит.
У БиХ је 10 највећих компанија, према укупним приходима у 2019: Холдина, Бинго, Електропривреда, ArcelorMittal, Бореас, Г-Петрол, Хифа-Оил, Оптима Група, Петрол БХ Оил Цомпанy и МХ ЕРС МП (Електропривреда РС).
У Хрватској је највећа компанија ИНА за 2,9 милијарди еура, а слиједе Хрватска Електропривреда и Конзум.
У Црној Гори је највећа компанија Електропривреда Црне Горе са 337 милиона еура, а слиједи малопродајни ланац Воли Траде.
У Србији је такођер државна Електоропривреда највеће предузеће са око 2,5 милијарди еура годишњих прихода, а слиједи Нафтна индустрија Србије.
У Словенији је највећа компанија нафтни/гасни гигант Петрол са 3,6 милијарди еура.
У Сјеверној Македонији је највећа фирма Johnson Matthey DOOEL са око 1,9 милијарди еура. Ријеч је о одјелу британске фирме која је водећи свјетски произвођач катализатора за контролу емисија испушних плинова из возила.